# Кияшко, Иван Иванович
Ива́н Ива́нович Кия́шко (27 мая [8 июня] 1864; Екатеринодар, Российская империя — 20 октября 1925; Краснодар, СССР) — историк-краевед, войсковой архивариус Кубанского казачьего войска, полковник.

## Биография

### Происхождение. Образование
Иван Кияшко родился 27 мая (8 июня) 1864 года в станице Екатеринодарской, входившей в черту г. Екатеринодара. После расселения той станицы семья Кияшко была причислена к юрту станицы Ирклиевской, где находился офицерский надел его отца. Происходил из дворянского рода Кубанского казачьего войска. Отец Ивана ― И. А. Кияшко был писарем военного суда, затем секретарём полиции Екатеринодара. В возрасте 44 лет умер от чахотки. Мать — Нина Константиновна, (урождённая Косолап). У Ивана было ещё два брата. Семья находилась в тяжёлом материальном положении, но по словам Ивана, ― «мать употребляла все свои силы, чтобы дать нам образование». Иван и со своим братом Андреем поступили в Кубанскую войсковую гимназию, но «за неимением средств» первый окончил только 6 классов (1875―1882).

### В Российской империи
22 марта (3 апреля) 1884 года Кияшко вступил на воинскую службу казаком в 1-й Екатеринодарский конный полк. В августе того же года был командирован на учёбу в Ставропольское казачье юнкерское училище, которое окончил в 1887 году по 2-му разряду с производством в подхорунжие. После этого продолжил службу в Екатеринодарском полку. 5 (17) сентября 1888 года Кияшко был присвоен зчин хорунжего. Позже служил в Таманском, а затем в Полтавском конных полках Кубанского казачьего войска. В составе Закаспийской казачьей конной бригады нёс службу в Закаспийской области, где за отличия по службе в 1897 году был награждён орденом Св. Станислава 3-й степени, а в следующем году Бухарским орденом серебряной звезды 1-й степени. Кроме того, во время военной службы он состоял на разных должностях, требовавших знания делопроизводства. Некоторое время заведовал административным участком Таманского полкового округа, потом состоял на должности делопроизводителя полкового суда, также был полковым и бригадным адъютантом.
В 1889 году Кияшко был командирован в Войсковой архив Кубанского казачьего войска для составления истории 2-го Таманского полка, которая была закончена в начале 1892 года (издана только в 1906 году). 5 (17) сентября того же года Кияшко был присвоен чин сотника, 6 (18) мая 1900 года ― подъесаула, а ровно через год ― есаула. Собирая материалы по истории полка, он проявил огромный интерес и к историческим документам, связанным с историей Кубани и Кубанского казачьего войска (в частности к малоизученным). 2 (15) июля 1902 года после ухода в отставку архивариуса П. П. Короленко, Кияшко был назначен на его должность (принял архив в количестве 235 тыс. дел). Пребывая на этой должности, он в высшей степени проявил свои организаторские способности. В первую очередь Кияшко завершил начатую Короленко работу по реорганизации архива для более быстрого доступа к любому делу. Кроме того, он создал в войсковом архиве научную библиотеку, которая систематически пополнялась, причём за частую на собственные средства.

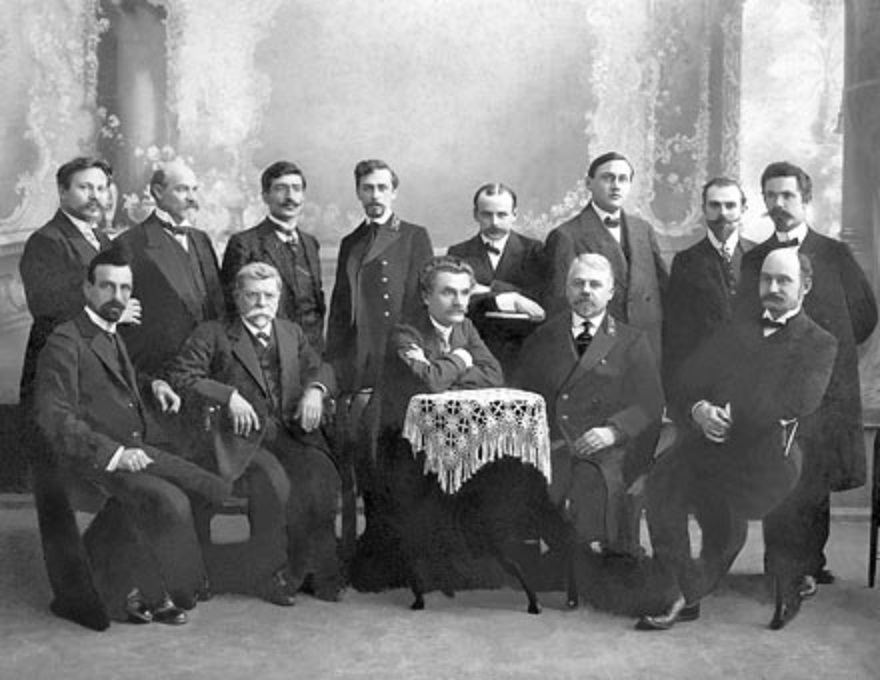
Члены Кубанского фотографического общества в гостях у фотографа А. И. Савенко. Фото 1912 года, Екатеринодар
(И. И. Кияшко — 1-й ряд, второй слева)

В то же время Кияшко активно занимался литературно-исследовательской деятельностью. Публиковал исторические очерки в журнале «Кубанский сборник» и издавал отдельные книги. Создал ряд исторических трудов о Кубанском казачьем войске, заселении Кубани, об участии кубанских казаков в Отечественной войне 1812 года, монастырях, войсковом хоре и др., а также написал ряд биографических очерков о выдающихся кубанцах. Он также продолжал заниматься научной работой и во время Первой мировой войны, когда прикомандированные к архиву офицеры ушли на фронт и к нему стало поступать большое количество эвакуируемых дел.
С 1908 года Кияшко являлся действительным членом ОЛИКО и Кубанского статистического комитета. С 1911 года член Одесского общества истории и древностей, Общества любителей казачьей старины, Археологической комиссии при Кубано-Черноморском областном архивном управлении. 6 (18) мая 1913 года ему был присвоен чин войскового старшины. В 1921―1922 годах состоял сотрудником и помощником учёного секретаря Северо-Кавказской этнолого-археологической комиссии.

### После революции
После Октябрьской революции в период Кубанского краевого правительства Кияшко был присвоен чин полковника. Новое правительство ставило архивные дела на задний план, а его материалы стали перевозить в различные неприспособленные для их хранения помещения, в которых документы стали «гибнуть массами от сырости, огня, крыс, частного расхищения и официальной передачи старьёвщикам и на бумажные фабрики». Этому активно препятствовал Кияшко, убеждая власти не экономить на архивах, а исходить

«…из понятия о государственных архивах как хранилищах более ценного народного имущества, нежели содержание государственных казначейств, потому что деньги теряются и вновь наживаются, а письменные памятники народной истории, раз потерянные, не могут быть куплены и приобретены вновь никакою ценою и никакими трудами».
После занятия 1 (14) марта 1918 года Екатеринодара войсками Красной армии архив какое-то время оставался на прежнем положении, но после ряда преобразований в новом правительстве, приказом Комиссариата внутренних дел Северо-Кавказской Советской республики (от 8 мая 1918 года, № 21) Войсковой архив Кубанского казачьего войска официально был назван «Главным архивом Кубано-Черноморской Советской республики». При этом архив со всеми делами, имуществом и служащими поступал в его ведение и был объявлен достоянием республики. Кияшко же был назначен заведующим (архивариусом).
Не желая покидать Войсковой архив, дабы сохранить его «для истории и последующих поколений», вопреки своим политическим взглядам, Кияшко шёл на сотрудничество с любой властью. В августе 1918 года Екатеринодар заняла армия Деникина и архив вновь перешёл в ведомство Кубанского краевого правительства. 17 марта 1920 года в Екатеринодар опять, и уже окончательно, вошли части Красной армии. Всё это время Кияшко состоял на должности архивариуса, и при этом продолжал работать и весь его немногочисленный штат. Многие его труды к тому времени, по естественным причинам, так и оставались неопубликованными. Почти два месяца Кияшко со своими сотрудниками работали, не получая никакого жалованья.

### Арест
27 февраля 1921 года Кияшко был вызван в особый отдел и арестован по обвинению в «контрреволюции деятельности», а на следующий день в его доме был произведён обыск. Вместе с Кияшко, за якобы тайную связь с контрреволюционной организацией «Круг спасения Кубани» были арестованы ещё 5 человек. Кияшко отрицал все предъявленные ему обвинения, но следователь посчитал найденные улики достаточными для предъявления обвинения и, исходя из своих заключений, от 25 марта 1921 года предложил пятерых (включая Кияшко) признать врагами народа и расстрелять. Однако уполномоченный ЧК Л. Искрицкий, пересмотрев дело, признал его полностью сфальсифицированным «недобросовестными агентами наружного наблюдения» и усмотрел при этом грубое нарушение инструкций ВЧК. Уполномоченный предлагал тогда выслать бывших арестованных как «элементы, политически неблагонадёжные» за пределы Кубани сроком на 2 года, но Кияшко 13 июня был отпущен под подписку, а 21 июня уголовное дело в отношении него было закрыто.
В том же году на Кияшко вновь было заведено уголовное дело. Его подробности не сохранились, известно лишь то, что оно связано с какими-то найденными у него в доме вещами и то, что коллегия Губчека 12 августа того же года вынесла по нему примирительное решение.

### Болезнь и смерть
После освобождения Кияшко, находясь уже в преклонном возрасте, продолжал на сколько мог активно работать в архиве, однако его здоровье после ареста сильно пошатнулось. 16 июня (то есть на 3-й день после его освобождения) заведующему Архивным управлением профессору Б. М. Городецкому пришлось обратился в областную больницу по поводу плохого самочувствия Кияшко. Врач констатировал обострение катара желудка (гастрит) и полное истощение организма.
В апреле 1923 года Архивное бюро получило приказ об увольнении с 4 апреля со службы четырёх беспартийных работников, включая Кияшко. Однако несмотря на то, что партийный приказ не подлежал обсуждению, заведующий Архивным бюро И. Ф. Чирцев отправил решительный протест, прося облисполком пересмотреть постановление комиссии или в крайнем случае отсрочить увольнение данных сотрудников до замены их новыми, прошедшими обучение и подготовку по работе в архиве. При этом к письму первой была приложена характеристика Кияшко. В результате увольнение было отменено (в период с 1920 по 1924 годы штат сотрудников был сокращён с 64 до 7 человек).
20 октября 1925 года Кияшко скончался. В медицинском заключении было сказано, что от «хронического катара кишок». Был похоронен на Всесвятском городском кладбище в Краснодаре. Могила его не сохранилась.
После смерти Кияшко в Архивном отделе последовало очередное сокращение, а должность архивариуса в нём была упразднена. Его вдова Нина Константиновна передала его «печатные и писаные труды» в Кубанское окружное архивное бюро, за что Чирцев 13 января 1926 году отправил ей письменную благодарность. Значительная часть трудов Кияшко во время Гражданской войны исчезло безвозвратно.

## Награды
отечественные
ордена
- орден Св. Станислава 3-й ст. (1897)
- орден Св. Анны 3-й ст. (1906)
- Св. Станислава 2-й ст. (1910)

медали
- медаль «В память царствования императора Александра III» (1896)
- медаль «В память коронации Императора Николая II» (1896)

иностранные
- орден серебряной звезды 1-й ст. (орден Благородной Бухары) (Бухарский эмират; 1898)

## Избранная библиография Кияшко
отдельные излания
- Военный обзор Закаспийской области (Асхабад, 1896)
- 2-й Таманский, Адагумский и Абинский конные полки Кубанского казачьего войска (Екатеринодар, 1909)
- Войсковые певческие и музыкальные хоры Кубанского казачьего войска, 1811—1911 годы: Исторический очерк столетия их существования [Сборник] (Екатеринодар, 1911)
- Заметка об участии и боевых действиях строевых частей Кубанского казачьего войска в Отечественной войне 1812 года и в последующих кампаниях 1813—1814 гг. (Екатеринодар, 1911)
- Именной список генералам, штаб и обер-офицерам, старшинам, нижним чинам и жителям Кубанского казачьего войска (бывших Черноморского и Кавказского линейных казачьих войск), убитым, умершим от ран и без вести пропавшим в сражениях, стычках и перестрелках с 1788 по 1908 г. (Екатеринодар, 1911)
- Кубанцы в великую войну 1914—15—16 гг. [Сборник] (Екатеринодар, 1916)

публикации в «Кубанском сборнике»
1908, Том 4
- 2-й Таманский, Адагумский и Абинский конные полки Кубанского казачьего войска

1910, Том 15
- Екатерино-Лебяжская Свято Николаевская пустынь
- Черноморская Марие-Магдалинская женская монашеская общественная пустынь: Труды комиссии по исследованию землепользования и землевладения карачаевского народа

1911, Том 16
- Станичные и хуторские архивы Кубанского казачьего войска и приём их в Кубанский войсковой архив в 1908―9 гг.

1913, Том 18
- Войсковой протоиерей о. Кирилл Россинский (1774—1825)
- Кубанцы в войне 1812 г.

- полковник Бурсак 2-й (Афанасий Федорович), с портретом
- генерал-майор Алексей Данилович Бескровный
- генерал от кавалерии Николай Степанович Завадовский, с портретом

1914, Том 19
- Бабыч Павел Денисович, генерал-лейтенант Кубанского казачьего войска, 1801—1883

## Память
В честь И. И. Кияшко в Краснодаре названы улица и переулок.